# Alpine A610

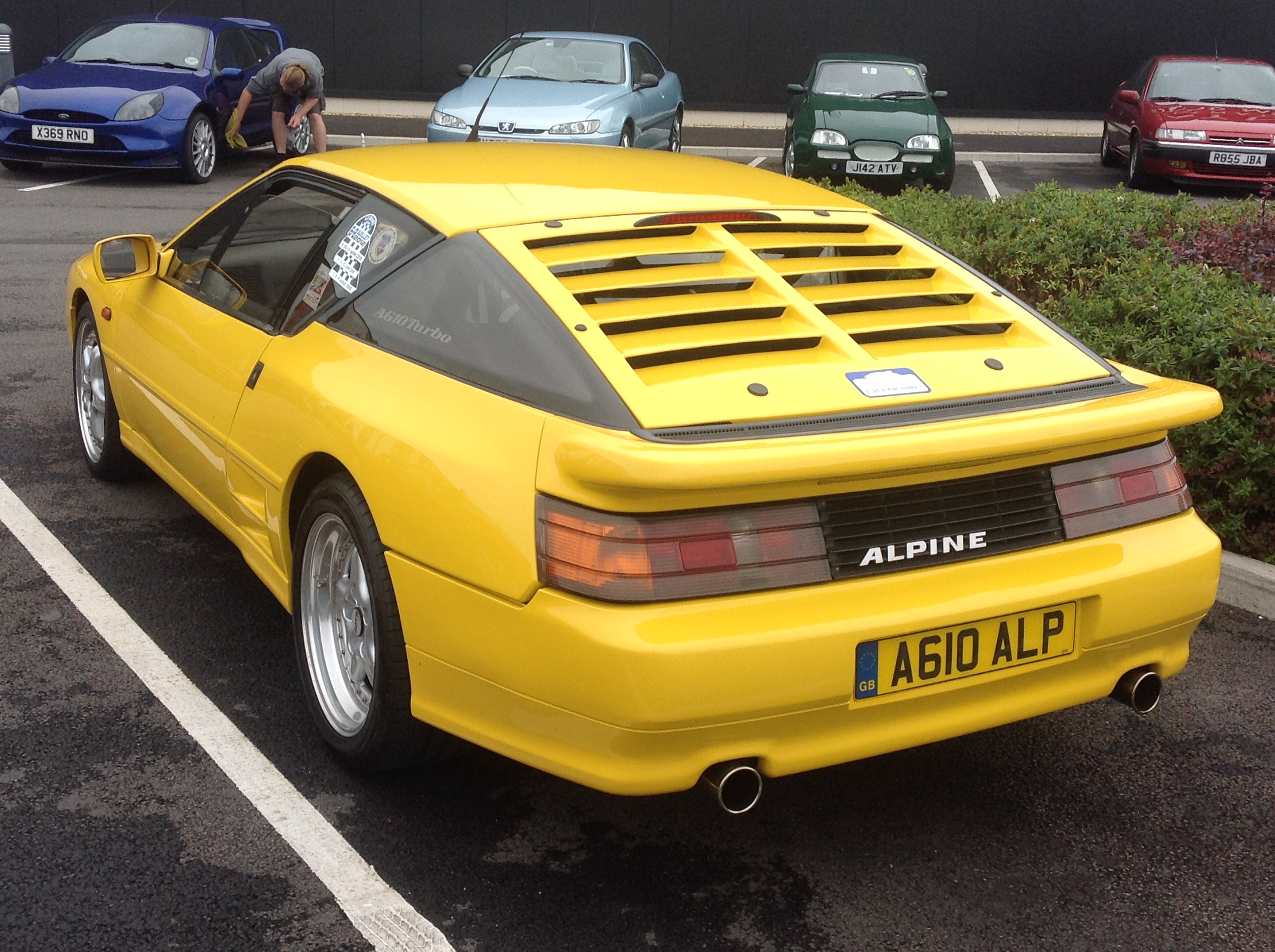
Heckansicht A610 Rechtslenker

Die Alpine A610 Turbo ist ein Sportwagen des französischen Sportwagenherstellers Alpine und wurde seinerzeit offiziell auch nur als Alpine und nicht, wie häufig vermutet wird, als Renault Alpine verkauft. Der Wagen trägt daher ab Werk ausschließlich die Marken-Embleme von Alpine.
Das Fahrzeug ist Nachfolger des Modells Alpine V6 Turbo und wurde zwischen Mitte 1991 und Anfang 1995 im nordfranzösischen Dieppe in einer Stückzahl von 818 Exemplaren gebaut (davon 67 Rechtslenker).

## Geschichte
Die Typbezeichnung A610 folgte nach einer kurzen Unterbrechung bei den Vorgängermodellen wieder der alten Tradition von Typbezeichnungen bei Alpine. Die A610 ähnelt optisch noch stark den ab 1984 gebauten Vorgängermodellen und kann als Weiterentwicklung der US-Version von 1987 betrachtet werden. Technisch gesehen war es jedoch ein vollkommen neues Fahrzeug. Die Fahrzeugfront wurde durch Nebel- und Klappscheinwerfer aufgewertet. Der Motor war ein 3,0-Liter-Turbo-V6 aus Aluminium (verwandt mit dem PRV-Motor) mit 184 kW (250 PS). Damit war das Auto etwa 265 km/h schnell und beschleunigte in 5,7 s von 0 auf 100 km/h. Von nun an waren Klimaanlage und ABS serienmäßig.
Mit der A610 versuchte der Hersteller ins Segment der Oberklasse-Sportwagen einzusteigen, was den Neuwagenpreis für eine Alpine A610 auf 105.000 DM steigen ließ.
Im Laufe der Jahre gab es einige Sondermodelle vom A610. So gab es anlässlich der Olympischen Winterspiele in Albertville ein nach dem Austragungsort benanntes Sondermodell, das komplett weiß war.
Auch als der Formel-1-Rennstall Williams-Renault in den Jahren 1992 und 1993 sehr erfolgreich war und mit Nigel Mansell und später Alain Prost den Konstrukteurs- und Weltmeistertitel holte, gab es eine spezielle Edition mit dem Namen Magny-Cours. Diese hatte Williams-blaue Farbe und Felgen in besonderem Design.
1994 nahm ein privates Team von Patrick Legeay mit einer A610 an den 24 Stunden von Le Mans teil. Ein Alpine-Werksteam existierte zu dieser Zeit nicht mehr. Ebenfalls 1994 wurden zwei Alpine A610 in Silverstone als Safety Car eingesetzt.
Die Produktion des Alpine A610 wurde Anfang 1995 eingestellt, weil die Stückzahlen zu gering waren. Insgesamt wurden nur 818 Fahrzeuge gebaut. Als indirekter Nachfolger könnte der Renault Sport Spider gelten, der im Frühjahr 1995 auf den Markt kam und für Renault von Alpine bis Herbst 1999 gebaut wurde. Die Vorlage für den Renault Sport Spider sind drei Alpine-Prototypen aus den 1980er Jahren.

## Technische Daten
| Motor:                                     | 6-Zylinder-V-Motor (Viertakt), Bankwinkel 90°                                                     |                       |                       |                       |         |
| Hubraum:                                   | 2963 cm³                                                                                          |                       |                       |                       |         |
| Bohrung × Hub:                             | 93 × 72,7 mm                                                                                      |                       |                       |                       |         |
| Leistung bei 1/min:                        | 184 kW (250 PS) bei 5750                                                                          |                       |                       |                       |         |
| Max. Drehmoment bei 1/min:                 | 350 Nm bei 2900                                                                                   |                       |                       |                       |         |
| Verdichtung:                               | 7,6:1                                                                                             |                       |                       |                       |         |
| Gemischaufbereitung:                       | Benzineinspritzung Bendix-Siemens, Turbolader Garrett T3, Ladeluftkühler, max. Ladedruck 0,77 bar |                       |                       |                       |         |
| Ventilsteuerung:                           | 2 × 1 obenliegende Nockenwelle, Antrieb über Kette                                                |                       |                       |                       |         |
| Kühlung:                                   | Wasserkühlung                                                                                     |                       |                       |                       |         |
| Getriebe:                                  | 5-Gang-Getriebe, Mittelschaltung                                                                  |                       |                       |                       |         |
| Radaufhängung vorn:                        | Doppeldreiecklenker, Schraubenfedern                                                              |                       |                       |                       |         |
| Radaufhängung hinten:                      | Doppeldreiecklenker, Schraubenfedern                                                              |                       |                       |                       |         |
| Bremsen:                                   | Vierrad-Scheibenbremsen (innenbelüftet, Durchmesser v/h 30 cm), Bremskraftverstärker              |                       |                       |                       |         |
| Lenkung:                                   | Zahnstangenlenkung, servounterstützt                                                              |                       |                       |                       |         |
| Karosserie:                                | Glasfaserverstärktes Polyester, auf Zentralrahmenchassis                                          |                       |                       |                       |         |
| Spurweite vorn/hinten:                     | 1505/1470 mm                                                                                      |                       |                       |                       |         |
| Radstand:                                  | 2340 mm                                                                                           | 2340 mm               | 2340 mm               | 2340 mm               | 2340 mm |
| Abmessungen:                               | 4415 × 1760 × 1190 mm                                                                             | 4415 × 1760 × 1190 mm | 4415 × 1760 × 1190 mm | 4415 × 1760 × 1190 mm |         |
| Leergewicht:                               | 1420 kg                                                                                           |                       |                       |                       |         |
| Höchstgeschwindigkeit:                     | 265 km/h                                                                                          |                       |                       |                       |         |
| 0–100 km/h:                                | 5,7 s                                                                                             |                       |                       |                       |         |
| Verbrauch (Liter/100 Kilometer, ECE-Norm): | 9,2 l                                                                                             |                       |                       |                       |         |
| Preis (DM): (SFr)                          | ab 105.000 DM ab 86.000 SFr                                                                       |                       |                       |                       |         |

## Produktionszahlen
Es wurden von 1990 bis 1995 nur 818 Exemplare gebaut (davon 67 Rechtslenker).
| Modell | A610 | A610 Albertville 92 | A610 Magny-Cours | Summe |
| 1990   | 2    |                     |                  | 2     |
| 1991   | 484  | 2                   |                  | 486   |
| 1992   | 219  |                     | 31               | 250   |
| 1993   | 36   |                     |                  | 36    |
| 1994   | 30   |                     |                  | 30    |
| 1995   | 14   |                     |                  | 14    |
| Summe  | 785  | 2                   | 31               | 818   |